# Język średnioegipski
Język średnioegipski – język używany przez starożytnych Egipcjan w Pierwszym Okresie Przejściowym i Średnim Państwie, zwany również egipskim klasycznym. W tekstach religijnych i literackich, a także w monumentalnych inskrypcjach używany był do końca Okresu Rzymskiego.
Pod względem struktury jest bardzo zbliżony do języka staroegipskiego.